# Federalisme fiscal
El federalisme fiscal és el sistema de pagament de transferències o garanties amb el qual un govern federal comparteix els seus ingressos amb nivells de govern inferiors. Els governs federals fan servir aquest poder per enfortir les regles nacionals i els nivells.

## Conceptes principals
Els conceptes de federalisme fiscal estan relacionats amb les relacions fiscals verticals i horitzontals. Les nocions relacionades amb les relacions fiscals horitzontals estan relacionades amb els desequilibris regionals i la competència horitzontal. De la mateixa manera, les nocions relacionades amb les relacions fiscals estan relacionades amb el desequilibri fiscal vertical entre els dos nivells superiors de govern, és a dir, el centre i els estats / províncies. Si bé el concepte de desequilibri fiscal horitzontal és relativament no controvertit (com s'ha explicat anteriorment), el concepte de desequilibri fiscal vertical és força controvertit (vegeu Bird 2003)
El desequilibri fiscal vertical (VFI) és conceptualment diferent de la VERTICAL FISCAL GAP (VFG). Aquests termes s'utilitzen com a sinònims, però no ho són.
Després de Sharma (2011), qualsevol asimetria d'ingressos-despeses existent entre els dos nivells d'un govern s'hauria d'anomenar simplement asimetria fiscal vertical (VFA). La naturalesa precisa d'aquesta asimetria, en un país determinat, es pot determinar mitjançant criteris que l'autor ha evolucionat. El tipus de solució de política a aplicar dependrà de la naturalesa de l'asimetria (VFA). Per tant, hi pot haver tres tipus de VFA:
- Asimetria fiscal amb desequilibri fiscal: IMBALÀNCIA FISCAL VERTICAL (VFI). Això significa una assignació inadequada de poders d'ingressos i responsabilitats de despesa. Aquest estat es pot solucionar mitjançant la reassignació de les potències d'increment d'ingressos.
- Asimetria fiscal sense desequilibri fiscal però amb un desfasament fiscal: VERTICAL FISCAL GAP (VFG). Això significa una asimetria desitjable d'ingressos-despeses però amb una bretxa fiscal que s'ha de tancar. Aquest estat es pot solucionar mitjançant la re-calibració de les transferències federals.
- Asimetria fiscal sense desequilibri fiscal i sense bretxa fiscal: DIFERÈNCIA FISCAL VERTICAL (VFD). Això significa una asimetria desitjable d'ingressos-despeses sense bretxa fiscal (és a dir, es tanca el buit). Es tracta d'un estat d'asimetria fiscal on no hi ha “desequilibri i no existeixen bretxes” i, per tant, no necessita cap mesura correctora.

El VFI-VFG-VFD ofereix un marc agradable per comprendre i debatre qüestions relacionades amb el federalisme fiscal. La VFD és un concepte que ha entrat en el lèxic del federalisme fiscal i que té el poder d'aclarir el debat sobre les relacions financeres intergovernamentals.
La fiança fiscal vertical com a deficiència d'ingressos derivada d'un desajust entre els mitjans d'ingressos i les necessitats de despesa.

## Béns públics locals, nacionals i internacionals
Diverses activitats del govern es duen a terme a diferents nivells. Per comprendre l'assignació de responsabilitats als diferents nivells d'estat, pot ser beneficiós definir si és més útil fer front a problemes a nivell local o federal. Els béns públics en general són béns que no són exclosos ni rivals. Per això, generalment els proporciona el govern. Per a algun tipus de béns, els avantatges resulten per a residents d'una determinada zona o comunitat. S'anomenen béns públics locals. Uns exemples són els semàfors o la protecció contra incendis. En canvi, per als béns públics nacionals, hi ha una suposició de subministrament federal, perquè els seus beneficis generen tots els països del país. Un exemple és la defensa nacional. També hi ha alguns béns públics, dels quals es beneficien persones que viuen a tot el món. S'anomenen béns públics internacionals, p. entorn global.
Perquè el subministrament de béns públics sigui eficaç, els béns públics nacionals han de subministrar-se a nivell nacional, els béns públics locals a nivell local, etc. es produeix una suboferta d'aquests béns. De la mateixa manera, és probable que hi hagi una subcontractació de béns públics internacionals, si els proporcionen els governs nacionals. Tanmateix, no existeix cap nivell més elevat del govern, situat per sobre dels governs nacionals, que tindria la responsabilitat de resoldre els problemes d'externalitat global. L'aproximació més propera a un govern global és probablement l'Assemblea General de les Nacions Unides.
D'altra banda, és beneficiós quan els béns públics locals són proporcionats pels governs locals i no nacionals. Charles Tiebout de la Universitat de Washington va argumentar que la competència entre les comunitats assegura l'eficiència en el subministrament de béns públics locals, de la mateixa manera que la competència entre els subjectes privats en el subministrament de béns privats. La competència entre comunitats sorgeix de manera natural, perquè si els ciutadans de la comunitat no els agrada, com se’ls proporciona els béns públics, poden traslladar-se a l'altra comunitat, on pensen que la prestació de béns públics és millor. Passar d'un poble a un altre és naturalment molt més fàcil que traslladar-se a un país diferent. Aquest argument s'anomena hipòtesi de Tiebout.
El subministrament de béns públics locals per part dels governs locals no sempre és òptim i de vegades pot ser necessària una intervenció federal. La pregunta de quines activitats haurien de tenir lloc a quin nivell de govern s'anomena federalisme fiscal òptim. Les raons per les quals el govern federal pot intervenir en la prestació de béns locals públics inclouen els fracassos del mercat i la redistribució. Els fracassos del mercat es produeixen perquè les accions d'una comunitat tenen efectes sobre les altres (externalitats) i de la mateixa manera que al mercat amb béns privats, la competència no és perfecta, perquè sempre hi ha un nombre limitat de comunitats. El problema de la redistribució és que amb la migració lliure i la competència local, les comunitats no redistribuiran els ingressos (a individus o entre comunitats) o, com a molt, la redistribució serà limitada. Per aquesta raó, la redistribució és a càrrec dels nivells més alts de govern.

## Ajuts
El govern federal redistribueix els ingressos a nivells més baixos de govern mitjançant eines que es denominen ajuts. Ho fa per diverses raons. Els governs locals solen obtenir una informació millor sobre les preferències i els costos de les persones locals. Una altra raó és que el govern federal pot intentar oferir incentius als estats i les localitats per emprendre despeses addicionals, de les quals beneficiaran també les comunitats veïnes o tot el país.
La composició de les subvencions federals als Estats Units ha canviat significativament en els darrers 50 anys. Avui dia, els ajuts federals per a programes sanitaris representen el 65 per cent del total de diners distribuïts per ajuts federals, en comparació amb menys del 20 per cent de l'any 1980.
Hi ha dos tipus principals d'ajuts federals. Una subvenció coincident és una subvenció, que vincula la quantitat de fons proporcionats pel govern de nivell superior a la comunitat local amb la quantitat de despesa de la comunitat local. L'estat local determina el nivell de despesa i el govern federal paga una part determinada de l'import. Per exemple, un ajut únic per a un propòsit específic proporcionaria 1 $ de finançament d'un nivell més alt per a cada 1 $ pagat per un nivell inferior. En comparació, quan el govern proporciona una subvenció per bloc, es concedeix la quantitat de diners que paga el govern i cada cost per sobre d'aquest número el paga el govern local. També es poden proporcionar ajuts per grups vinculats a un ús específic. La concessió d'alguna quantitat fixa amb un mandat que es gasti només en algun propòsit específic s'anomena subvenció condicional per blocs. En general, les subvencions que estan restringides a una forma d'ús particular s'anomenen ajuts categòrics.
Les ajudes coincidents són més efectives per fomentar les despeses amb finalitats específiques. Abaixen efectivament el preu de certs béns públics locals. Aquest canvi pivota la limitació del pressupost cap a l'exterior. Com a resultat de l'efecte de la renda i de la substitució, augmenta la despesa en aquests béns. Les ajudes igualades tenen un efecte distorsionador, cosa que significa que el mateix nivell d'utilitat que proporcionen aquestes ajudes es pot assolir a un cost inferior amb ajuts per blocs. Quan a una comunitat se li ofereix una subvenció per blocs incondicional, una transferència de suma canvia la limitació del pressupost cap a fora. Les ajudes per blocs condicionats tenen efectes molt semblants a una subvenció forfetària: no fa diferència si es dona, per a què es destinaran els diners addicionals, sempre que la quantitat de diners proporcionada sigui inferior a la despesa desitjada. Això significa que l'efecte d'una subvenció per blocs condicionals serà diferent del d'una subvenció per blocs incondicional només si la comunitat local finançada hauria gastat menys de l'import de la subvenció sense el mandat sobre com s'ha de gastar. No obstant això, aquesta teoria, que diu que no importa, hi hagi alguna condició o no, pot ser que no sempre sigui certa. Algunes proves empíriques indiquen la presència d'un anomenat 'efecte del paper volador', que diu que la subvenció comporta una despesa significativament més gran en els béns públics locals desitjats.